# Franjestaarten
Franjestaarten, niet geheel terecht ook wel zilvervisjes genoemd, is een "groep" van primitieve, ongevleugelde insecten waaronder de zilvervisjes (Zygentoma) en rotsspringers (Microcoryphia) vallen. De Nederlandse naam is afgeleid van de wetenschappelijke naam van het historische taxon "Thysanura" (Oudgrieks θύσανος, thusanos = franje; οὐρά, oura = staart) waar de dieren ooit in waren ondergebracht. Er bestaat tegenwoordig grote twijfel aan of de franjestaarten een monofyletische groep vormen, maar dat doet aan de betekenis van de inmiddels ingeburgerde Nederlandse naam voor de groep niets af.
In Nederland en België komen weinig soorten voor; veel mensen zullen echter weleens een zilvervisje of een papiervisje hebben gezien.

## Thysanura?
De Nederlandse naam "franjestaarten" kon lange tijd worden opgevat als synoniem voor een van de vele betekenissen van het taxon "Thysanura" (meestal geclassificeerd als orde), dat op zijn beurt in de betekenis van franjestaarten strikt genomen als Triplura door het leven had moeten gaan. Veel literatuur behandelt de dieren echter (nog) als de orde Thysanura in de subklasse Apterygota (die eveneens verouderd is).

## Lichaamsbouw
Franjestaarten zijn enigszins dorsoventraal afgeplatte, langwerpige insecten, met drie lange staartachtige aanhangsels aan het uiteinde van het achterlijf. De monddelen zijn mandibulaat, waarbij elke mandibel twee articulatiepunten heeft met de kopcapsule. De samengestelde ogen zijn klein of geheel afwezig en staan ver uiteen. Ocelli kunnen aanwezig zijn maar ook ontbreken. De tarsi bezitten drie tot vijf segmenten. De 'staarten' worden gevormd door twee cerci en een mediale caudale draad. Het achterlijf bestaat uit elf segmenten, waarvan het laatste vaak is gereduceerd. Van een echte gedaanteverwisseling is geen sprake.

## Taxonomie
De familie Machilidae is recent in een eigen orde, de Microcoryphia (=Archeognatha), geplaatst, waarmee de overigen onder de orde Zygentoma zijn komen te vallen.
- orde Microcoryphia
  - Machilidae, in Nederland 6 soorten, die buitenshuis voorkomen.
- orde Zygentoma
  - Ateluridae Remington, 1954, in Midden-Europa Atelura formicaria, die bij mieren leeft. Gevonden in Horn (2022) en Bakkum (2023).[2]
  - Lepidotrichidae Wygodzinsky, 1961
  - Lepismatidae Latreille, 1802, in Nederland drie uitsluitend in huis voorkomende soorten:
    - zilvervisje (Lepisma saccharina)
    - ovenvisje (Thermobia domestica)
    - papiervisje (Ctenolepisma longicaudatum)

  - Maindroniidae Escherich, 1905
  - Nicoletiidae Escherich, 1905, enkele soorten in Zuid-Europa, weleens in kassen.
  - Protrinemuridae Mendes, 1988
  - Carbotripluridae  † Kluge, 1996